# Heart (radio network)
Pour les articles homonymes, voir Heart (homonymie).
Heart est un réseau de radio comprenant 21 stations de radio diffusant de la pop dans le centre et dans le Sud de l'Angleterre et dans le Nord du Pays de Galles. Dix-huit des stations de Heart sont détenus et exploités par Global Radio et trois stations en tant que franchise.
À 11 octobre 2012, la chaine de télévision (Heart TV) est lancée à 23h00 sur Sky (388) et Freesat (507). Elle diffuse 24 heures/7 jours les clips des années 1970 à 2000. Elle est aussi diffusée en direct à les apps (iOS et Android) et sur le web officiel.

## Liste des stations
- Heart Cambridgeshire
- Heart Cymru
- Heart Devon
- Heart East Anglia
- Heart Essex
- Heart Four Counties
- Heart Gloucestershire
- Heart Hertfordshire
- Heart Kent
- Heart London
- Heart North West and Wales
- Heart South Coast
- Heart Sussex and Surrey
- Heart Thames Valley
- Heart West Country
- Heart West Midlands
- Heart Wiltshire

## Présenteurs (liste complet)

### Rentrée (diffuse simultané de Heart London)

#### En semaine
- Simon Beale 01:00-04:00
- Jenni Falconer 04:00-06:00 - 4 O'Clock Club
- Toby Anstis 10:00-13:00
- Matt Willkinson 13:00-16:00
- Sian Welby 19:00-22:00
- Kat Shoob 22:00-01:00 - Heart Late Show

#### Vendredi & samedi
- Annaliese Dayes 19:00-22:00 - Club Classics
- Lilah Parsons 22:00-01:00
- James Stewart 01:00-06:00

#### Samedi
- Matt Willkinson 10:00-13:00
- Kevin Hughes 13:00-16:00
- Rochelle Humes 16:00-19:00

#### Dimanche
- Jenni Falconer 06:00-09:00
- Stephen Mulhern et Emma Willis 09:00-12:00
- Emma Bunton 19:00-22:00
- Lilah Parsons 22:00-01:00

### Le 6/10 (Heart Breakfast)
- North West – Joel Ross et Lorna Bancroft
- London et Heart Extra – Jamie Theakston et Emma Bunton
- North East –
- West Midlands –
- East Anglia –
- Scotland –
- Essex –
- Four Counties – Ivan Berry et Emma Hibbert
- Cambridgeshire – Kev Lawrence et Ros Beresford
- Kent –
- Sussex –
- Solent –
- Gloucestershire –
- North Wales –
- Thames Valley – Matt Jarvis et Michelle Jordan
- Yorkshire –
- Wiltshire –
- South Wales –
- South West – Matt Rogers et Victoria Leigh
- West Country –
- Hertfordshire – Daniel Fox
- Bristol –

### Le 16/19
- North West – Russ Morris
- London et Heart Extra – Jason King et Lucy Horobin
- North East –
- West Midlands –
- East Anglia – Dave Taylor et Heidi Secker
- Scotland –
- Essex –
- Four Counties – Gareth Wesley
- Cambridgeshire – Hannah Clarkson
- Kent –
- Sussex –
- Solent –
- Gloucestershire –
- North Wales –
- Thames Valley – Luke Smith
- Yorkshire –
- Wiltshire –
- South Wales –
- South West – Jack Miles (Devon) et James Dundon (Cornwall)
- West Country –
- Hertfordshire – John Darin
- Bristol –

### Le 6/10 du samedi
- North West – Russ Morris
- London et Heart Extra – Jason King et Lucy Horobin
- North East –
- West Midlands –
- East Anglia – Jono Woodward
- Scotland –
- Essex –
- Four Counties – Gareth Wesley
- Cambridgeshire – Craig Stevens
- Kent –
- Sussex –
- Solent –
- Gloucestershire –
- North Wales –
- Thames Valley – Mark Watson
- Yorkshire –
- Wiltshire –
- South Wales –
- South West – Jack Miles
- West Country –
- Hertfordshire – John Darin
- Bristol –

### Le 12/16 du dimanche
- North West – Craig Pattison
- London et Heart Extra – Zoe Hardman
- North East –
- West Midlands –
- East Anglia – Noel Vine
- Scotland –
- Essex –
- Four Counties – Kim Ward
- Cambridgeshire – Hannah Clarkson
- Kent –
- Sussex –
- Solent –
- Gloucestershire –
- North Wales –
- Thames Valley – Warren Hayden
- Yorkshire –
- Wiltshire –
- South Wales –
- South West – James Dundon
- West Country –
- Hertfordshire – Ben Dudley
- Bristol –